# Arabiens drøm
"Arabiens drøm" var vindersangen ved MGP i 2003. Den blev sunget af Anne Gadegaard som på daværende tidspunkt var 12 år gammel. 
Band: 
Trommer: Morten 
Bas: Anders 
Guitar: Simon
Ved den europæiske udgave af de unges melodigrandprix samme år opnåede sangen en femteplads.
| Musik | Spire Denne musikartikel er en spire som bør udbygges. Du er velkommen til at hjælpe Wikipedia ved at udvide den. |